# Étienne Davignon
Étienne, conde Davignon (Budapest, Hungría, 4 de octubre de 1932), es un político y empresario belga. Fue vicepresidente de la Comisión Europea de 1981 a 1985. Después de haber participado en las reuniones anuales del Grupo Bilderberg desde 1974, se convirtió en su presidente honorario en 1999, cargo que desempeñó hasta 2011.

## Biografía
Tras recibir el doctorado en derecho en la Universidad Católica de Lovaina, Davignon entró a formar parte del Ministerio de Asuntos Exteriores de Bélgica en 1959, y en dos años pasó a ser adjunto, a las órdenes del entonces Ministro de Asuntos Exteriores, Paul-Henri Spaak. Formó parte del gobierno belga hasta 1965. En 1970 presidió el comité de expertos que redactó el Informe Davignon sobre política exterior europea.
Más tarde se convirtió en el primer presidente de la Agencia Internacional de la Energía, ocupando el cargo entre 1974 y 1977, año en que pasó a formar parte de la Comisión Europea, de la que llegó a ser vicepresidente entre 1981 y 1985. Entre 1989 y 2007 fue presidente del banco de nacionalidad belga Société Générale de Belgique, institución belga independiente del homónimo banco francés. Actualmente es vicepresidente de la compañía Suez-Tractebel.
Como presidente de Société Générale de Belgique, fue miembro de varios grupos de interés del sector empresarial europeo. También es presidente del Comité de Dirección de Brussels Airlines, tras participar un su fundación tras la quiebra de Sabena. También es miembro del Comité de Dirección de numerosas compañías belgas.
El 26 de junio de 2004 recibió el título honorario de Ministro del Estado, título que le otorga un asiento en el Consejo de la Corona.
Su abuelo, Julien Davignon, también sirvió al gobierno de Bélgica, siendo Ministro de Asuntos Exteriores en 1914, cuando estalló la Primera Guerra Mundial.
Ejecutivo activo del grupo Bilderberg.